# Residenza La Torre
Per Residenza La Torre, o Torre Valdocco, si intende un edificio ad uso residenziale che sorge nel rione di Spina 3 nel quartiere di San Donato a Torino.
L'edificio è di valenza significativa per la città: con i suoi quasi settanta metri di altezza ne rappresenta una delle costruzioni più alte.

## Storia
L'edificio è stato costruito come parte integrante del complesso residenziale denominato "Isole del Parco" nel rione di Spina 3, una vasta area della città di Torino che un tempo ospitava stabilimenti industriali. In particolare, sorge nel quartiere San Donato in area Valdocco (non l'adiacente sotto-quartiere di Aurora), così denominata perché ospitava l'omonimo stabilimento industriale.
Il comparto residenziale, costituito da ampi isolati, è stato progettato e coordinato dallo studio di Isola Architetti, il quale ha redatto un masterplan generale allo scopo di connettere le diverse isole residenziali con un disegno unitario. Le altre residenze sono edifici tra cinque e i dodici piani, che sorgono su una piastra di parcheggi e sono collegati tra di loro tramite un sistema di passerelle pedonali a ponte.
Il computo totale degli alloggi è di 1352, di cui 611 di edilizia convenzionata. Fa eccezione proprio l'edificio a torre progettato dallo studio Picco Architetti per il comparto che fronteggia l'Environment Park.